# Whistle Down the Wind (film)
Whistle Down the Wind is een Britse film uit 1961, geregisseerd door Bryan Forbes. Het was het debuut van Bryan Forbes als filmregisseur. Het scenario is gebaseerd op het gelijknamige boek van Mary Hayley Bell (de moeder van Hayley Mills), dat voor de film werd bewerkt door Keith Waterhouse en Willis Hall. Andrew Lloyd Webber heeft er in 1998 een musical over geschreven.

## Verhaal
In een dorp in Lancashire ontdekt Kathy, een boerenmeisje (Hayley Mills), een voortvluchtige misdadiger (Alan Bates in een van zijn eerste filmrollen) die zich in de schuur schuilhoudt. De man vloekt "Jesus Christ" en het kind gelooft dat hij inderdaad Jezus is. Ze wijdt haar jongere broertje en zusje in het geheim in en samen besluiten ze om "Jezus" te verbergen voor de volwassenen. Stilaan komen de andere kinderen in het dorp dit ook te weten en uiteindelijk bereikt het nieuws ook Kathys vader (Bernard Lee), die de politie erbij haalt.
De film contrasteert de kinderlijke onschuld met het cynisme en de argwaan van de volwassenenwereld. Er zijn verschillende verwijzingen naar het Nieuwe Testament in de film verwerkt; zo is de scène waarin het geheim per ongeluk verklapt wordt een verjaardagsfeestje, dat verwijst naar het Laatste Avondmaal. De film wordt geprezen voor zijn subtiliteit en het spontane spel van Hayley Mills en de andere kinderen.
De buitenopnamen gebeurden in de buurt van Burnley (Lancashire), met plaatselijke schoolkinderen als figuranten.

## Rolverdeling
| Acteur          | Personage     |
| --------------- | ------------- |
| Mr. Bostock     | Bernard Lee   |
| Voortvluchtige  | Alan Bates    |
| Kathy Bostock   | Hayley Mills  |
| Nan Bostock     | Diane Holgate |
| Charles Bostock | Alan Barnes   |